# Wolfen-Nord

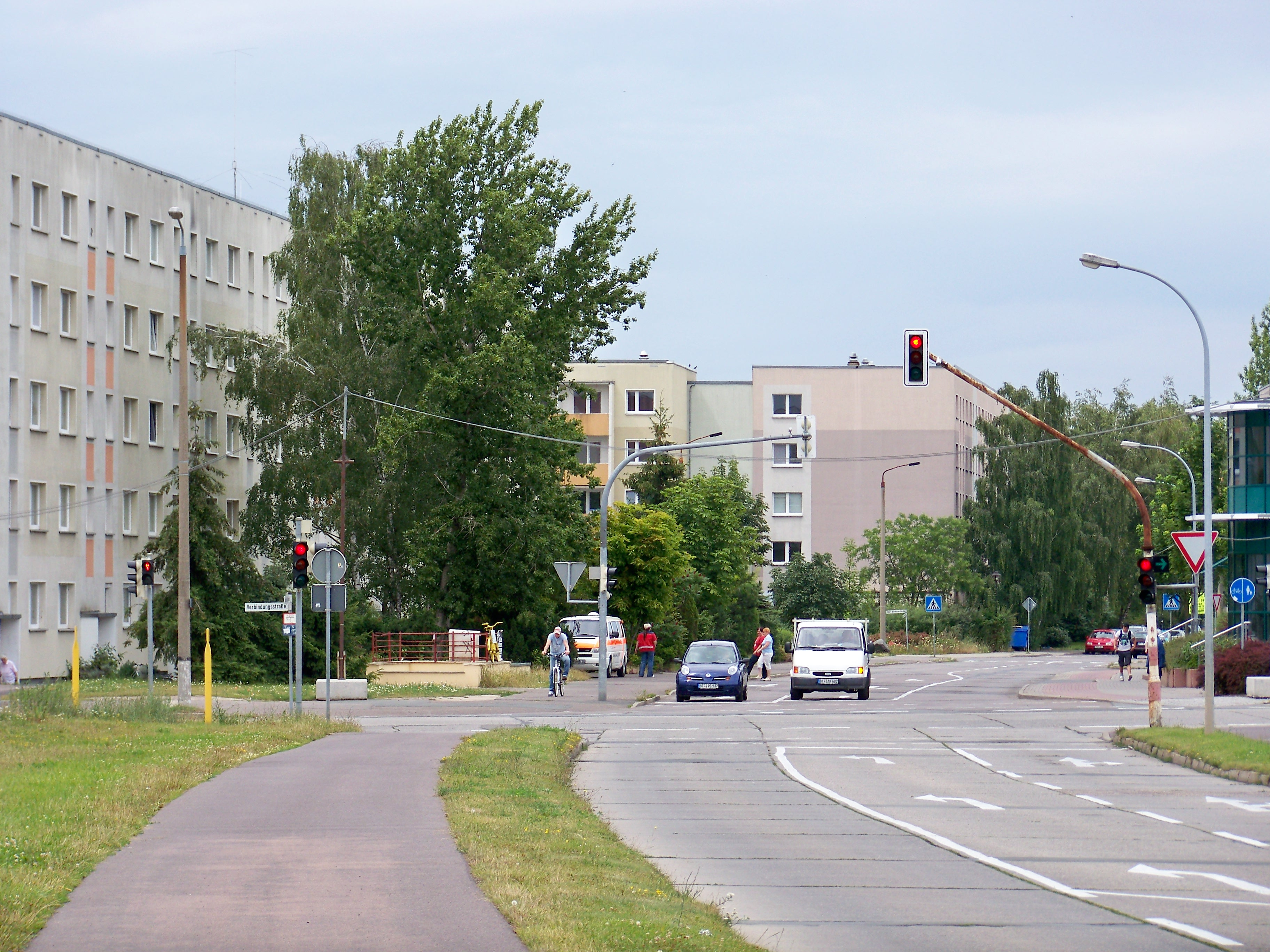
Straße der Chemiearbeiter

Wolfen-Nord ist ein Ortsteil von Wolfen, das seinerseits seit 2007 Stadtteil von Bitterfeld-Wolfen ist. Die Trabantenstadt entstand ab 1960 als Wohnstadt der Bitterfelder Chemiearbeiter. 1989 hatte Wolfen-Nord 35.000 Einwohner, Ende 2008 nur noch 11.117 und Ende 2018 sind noch 6.600 verblieben.

## Geografie
Wolfen-Nord liegt westlich der Mulde zwischen Dessau im Norden und Leipzig im Süden. Der Ortsteil wurde zwischen die Dörfer Siebenhausen im Nordwesten, Bobbau im Norden, die Stadt Raguhn-Jeßnitz im Osten, Wolfen-Steinfurth im Süden und Reuden im Südwesten gebaut. Die alte Stadt Wolfen liegt etwa drei Kilometer südlich.

### Gliederung
Wolfen-Nord gliederte sich in sieben Wohnkomplexe:
| Wohnkomplex | Lage                                                                                       | Wohnungen 2002 | Wohnungen Abriss (bis 2010) | Verbleibende Wohnungen |
| ----------- | ------------------------------------------------------------------------------------------ | -------------- | --------------------------- | ---------------------- |
| 1           | Zwischen Straße der Chemiearbeiter, Dessauer Allee und Leipziger Straße im Osten der Stadt | 1.935          | 0                           | 1.935                  |
| 2           | Zwischen Bobbauer Straße, Paracelsusstraße und Dessauer Allee                              | 1.520          | 184                         | 1.336                  |
| 3           | Zwischen Ring der Bauarbeiter, Straße der Chemiearbeiter und Verbindungsstraße             | 3.430          | 512                         | 2.918                  |
| 4-1         | Zwischen Bobbauer Straße, Siebenhausener Straße, Paul-Taube-Ring und Am Nordpark           | 1.286          | 1.286                       | 0                      |
| 4-2         | Zwischen Bitterfelder Straße, Fuhnestraße, Willy-Sachse-Straße und Am Nordpark             | 1.212          | 1.212                       | 0                      |
| 4-3         | Zwischen Wittener Straße, Fuhnestraße, Paul-Taube-Ring und Siebenhausener Straße           | 1.396          | 1.396                       | 0                      |
| 4-4         | Zwischen Wittener Straße, Fuhnestraße und Bitterfelder Straße                              | 2.857          | 764                         | 2.093                  |
| Gesamt      |                                                                                            | 13.636         | 5.354                       | 8.282                  |

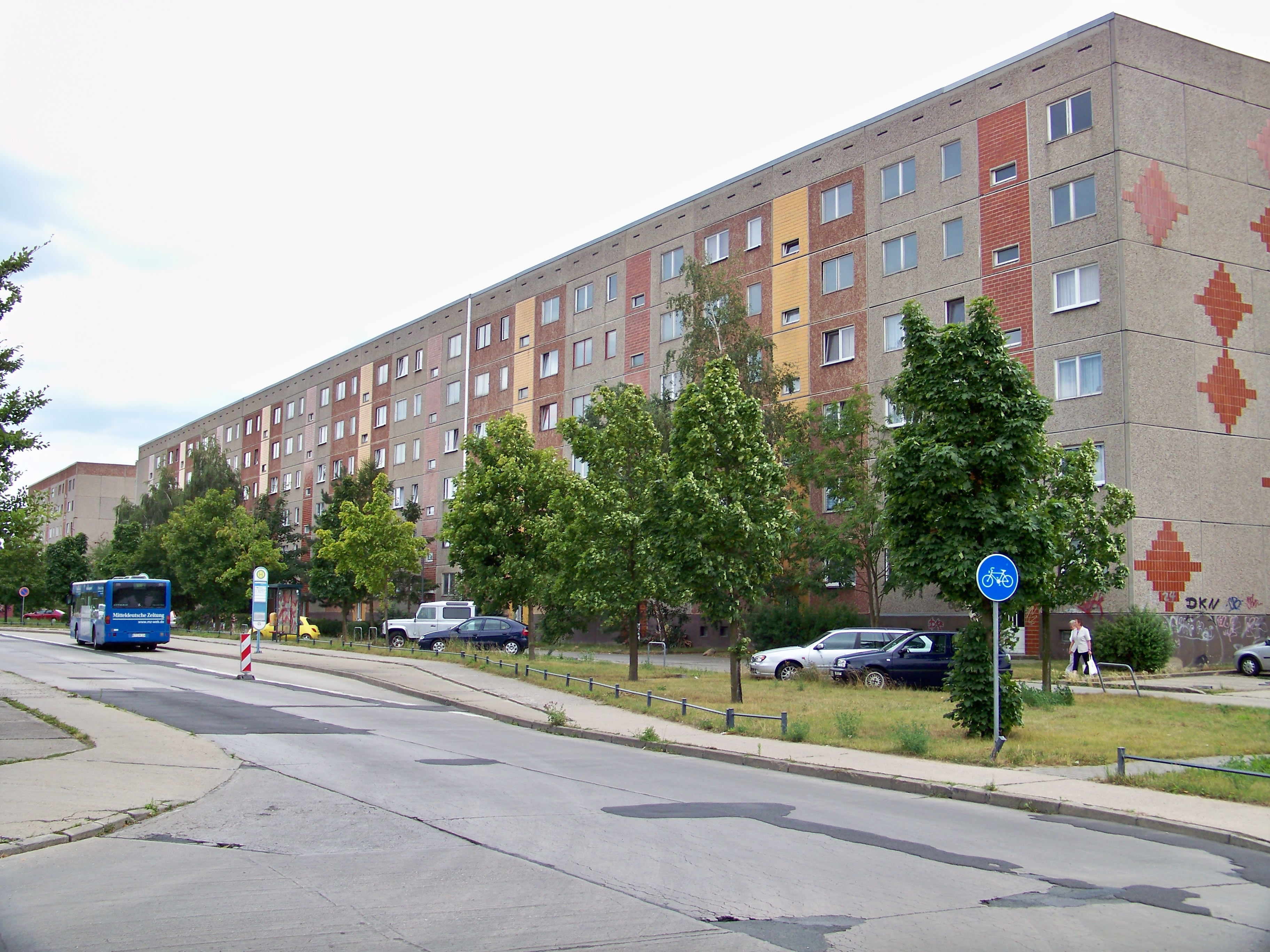
Auenplatz

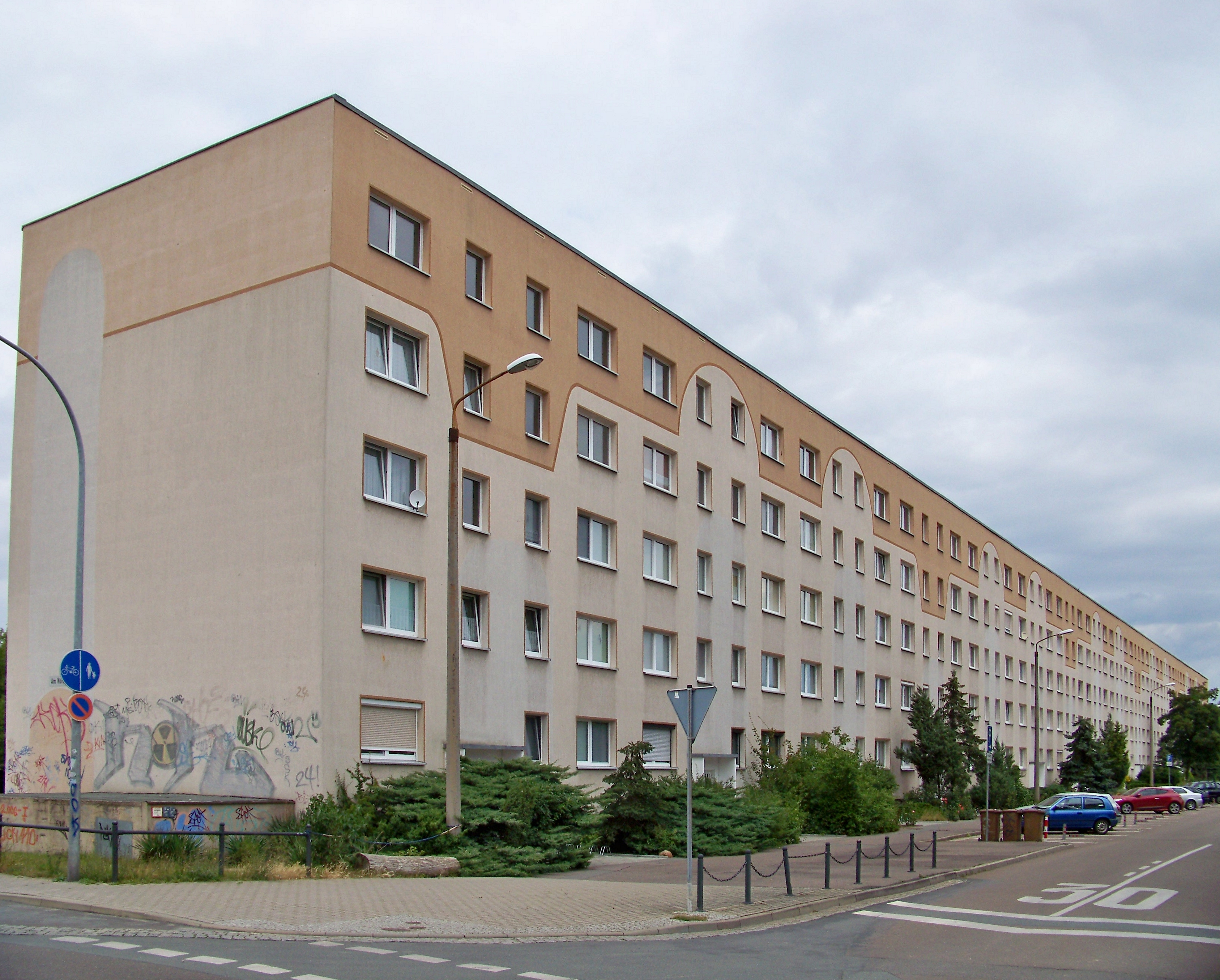
Paracelsusstraße

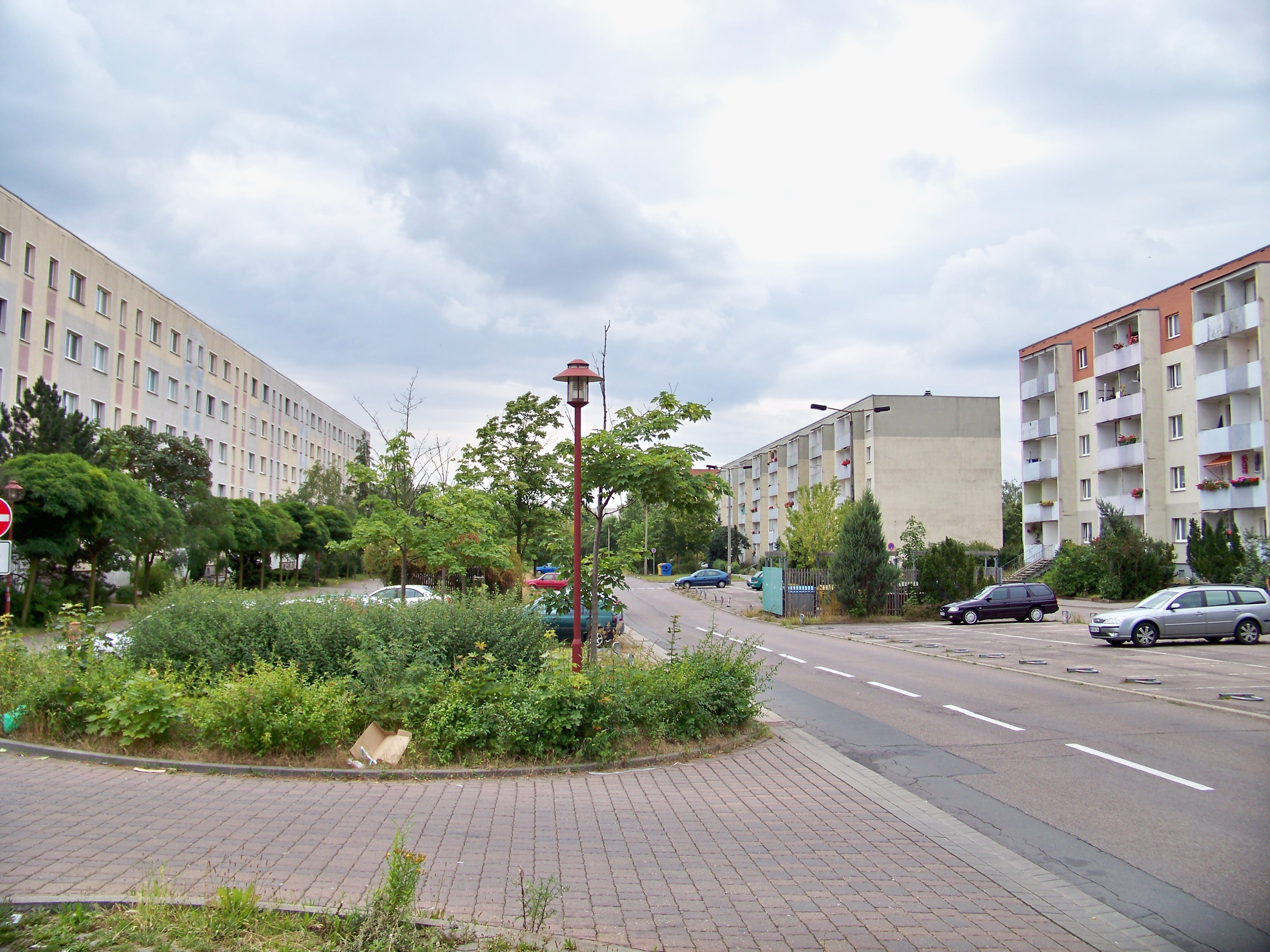
Ring der Bauarbeiter

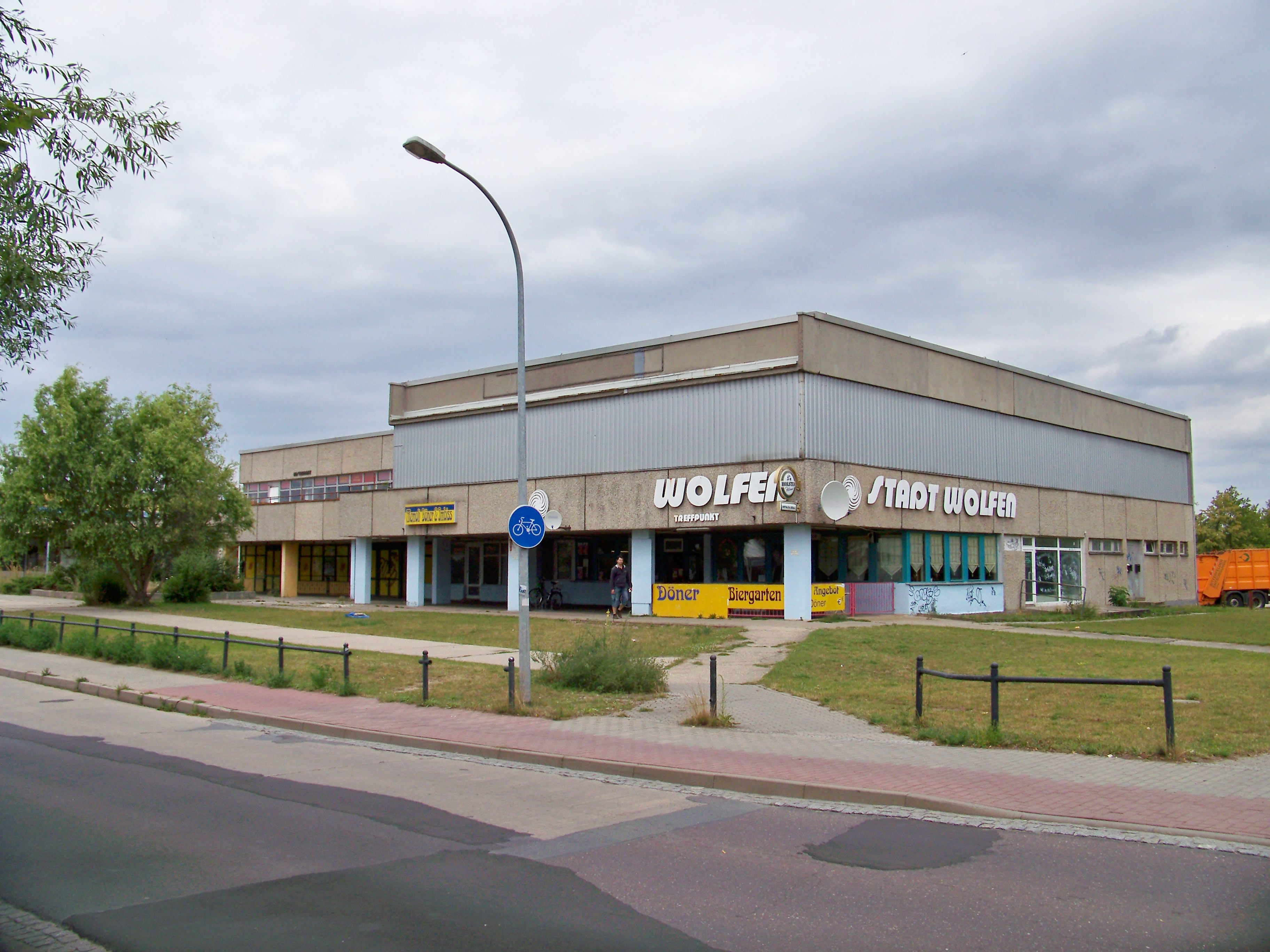
Ehemaliges Stadt Wolfen

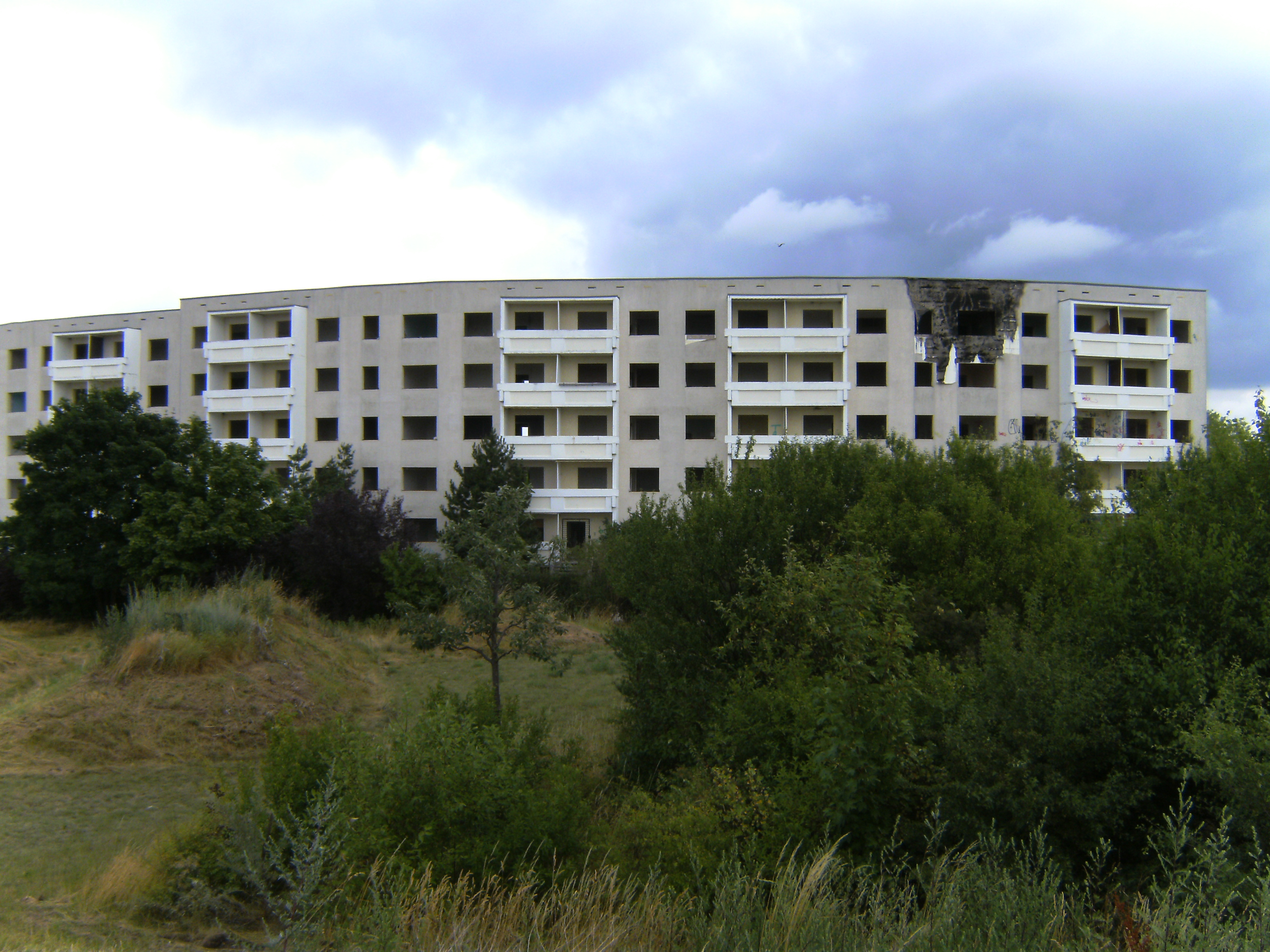
Leerstehender Wohnblock an der Richard-Stahn-Straße im Wohnkomplex 4-2

Beim Wohnkomplex 1 handelt es sich um viergeschossige Altneubauten aus den 1960er-Jahren, die damals noch in der Stein-auf-Stein-Bauweise errichtet wurden. Die Komplexe 2 und 3 entstanden in den 1970er-Jahren als fünfgeschossige Plattenbauten, wobei diese im Komplex 2 noch in Zeilenbauweise errichtet wurden, während man im Komplex 3 schon dazu überging sie zu Rechtecken zu verbinden.
Die vier Teile des Wohnkomplex 4 entstanden in den 1980er-Jahren. Dabei wurden auch runde Plattenbauten errichtet und alle Gebäude mit Nachbargebäuden verbunden, sodass ring- und schneckenförmige Anlagen entstanden.
Die Hauptstraße des Gebiets ist die Straße der Chemiearbeiter. Die Komplexe 4-3 und 4-4 wurden westlich der Komplexe 2 und 3 errichtet; dazwischen wurde eine breite Fläche für eine S-Bahn-Strecke freigehalten, die jedoch nie realisiert wurde. Östlich von ihr befanden sich die Komplexe 4-1 und 4-2. Auf diesem Gebiet wurde mit der Anlage des Nordparks begonnen.

## Geschichte
Wolfen wurde 1909 als Arbeiterstadt für die Mitarbeiter der Agfa-Film-Werke gegründet. Es erlebte gemeinsam mit den angrenzenden Städten und Gemeinden ab dem Ersten Weltkrieg einen Aufschwung, da sich die hier ansässige chemische Industrie zu entwickeln begann. Sie wurde durch reiche Braunkohle-Vorkommen und gute Infrastruktur (fruchtbare Böden, schnelle Eisenbahnverbindungen nach Berlin und zu den Häfen usw.) begünstigt. So entstand ein industrielles Ballungsgebiet, das mit Bitterfeld als Zentrum Teil des Mitteldeutschen Chemiedreiecks wurde. Nachdem die chemische Industrie in den 1930er Jahren durch den technischen Fortschritt und die Autarkie-Programme während des Nationalsozialistischen Regimes abermals einen Aufschwung nahm, wurde sie nach dem Zweiten Weltkrieg zum wichtigsten Industriezweig der jungen DDR neben dem im Raum Chemnitz angesiedelten Maschinenbau. Da die vielen benötigten Arbeiter aber nicht ihren Bedürfnissen entsprechend untergebracht werden konnten, reifte der Entschluss der SED eine große Neubaustadt im Raum Bitterfeld zu bauen. Das Gelände nördlich von Wolfen bot sich durch seine gute Anbindung an Bahn und Autobahn dazu an, sodass um 1960 die ersten von knapp 15.000 Wohnungen entstanden. Es zogen bis 1990 etwa 35.000 Menschen in die neue Stadt mit ihren komfortablen Plattenbauwohnungen, in denen es Bäder und Heizung gab, während in Altbauten Etagentoiletten und Kohleöfen an der Tagesordnung waren. Die Einwohnerzahlen von angrenzenden Gemeinden wie etwa Greppin oder Jeßnitz gingen daraufhin merklich zurück. 1990 hatte Wolfen etwa 45.000 Einwohner, von denen 35.000 in der Neubaustadt Wolfen-Nord wohnten.
Die deutsche Wiedervereinigung 1990 brachte in Folge der durch die Treuhand verfügten Abwicklungen der Kombinate für die Neubaustadt einschneidende Veränderungen. Die Bewohner, die in den Großfabriken der Stadt, namentlich dem Chemiekombinat Bitterfeld, dem Elektrochemischen Kombinat Bitterfeld, dem Braunkohleabbau, dem Industrie- und Kraftwerksrohrleitungsbau Bitterfeld und der Filmfabrik Wolfen (ORWO), arbeiteten, verloren oftmals ihre Arbeit. Die Volkseigenen Betriebe wurden geschlossen. Einige neue Werke, etwa von Bayer oder Linde wurden angesiedelt, die aber dank neuer Technologie mit weit weniger Arbeitskräften auskamen. Eine zweite Folge der Wiedervereinigung war die sinkende Beliebtheit von Plattenbauwohnungen, die als zu anonym empfunden und den zwischenzeitlich sanierten Altbauten in der Mietergunst unterlagen. Eine dritte Folge ist der Geburtenrückgang und die Abwanderung in die alten Bundesländer. Dies sorgte dafür, dass viele arbeitende Menschen in die sanierten Altstädte oder ein Eigenheim zogen und besonders junge Familien nach Westdeutschland gingen. Zurück blieben ältere Menschen sowie sozial schwächere. Viele ältere Menschen leben in den früh fertiggestellten Komplexen 1 und teilweise 2 und 3, während im Komplex 4 in den 1980er-Jahren vor allem junge Menschen lebten, von denen viele nach der Wende Wolfen-Nord verließen.
Ab dem Jahr 2000 trat man dem enormen Leerstand mit Abriss und Flächenaufwertung entgegen. Damit reagierte die Wolfener Stadtverwaltung wesentlich eher auf die veränderte Situation, als es in anderen ostdeutschen Städten der Fall ist. Die Stadt gründete gemeinsam mit den Stadtwerken und den Wohnungsbaugenossenschaften die Erneuerungsgesellschaft Wolfen-Nord mbH, die 2002 ein Rückbaukonzept bis 2010 erstellte, das umgesetzt wurde.
Bis 2017 wurden, u. a. in der Auenstraße und in der Grünstraße weitere 900 Wohnungen abgerissen.
Der Komplettrückbau des inzwischen weitestgehend leergezogenen Komplex 4 ist für 2020 anvisiert.

## Religion

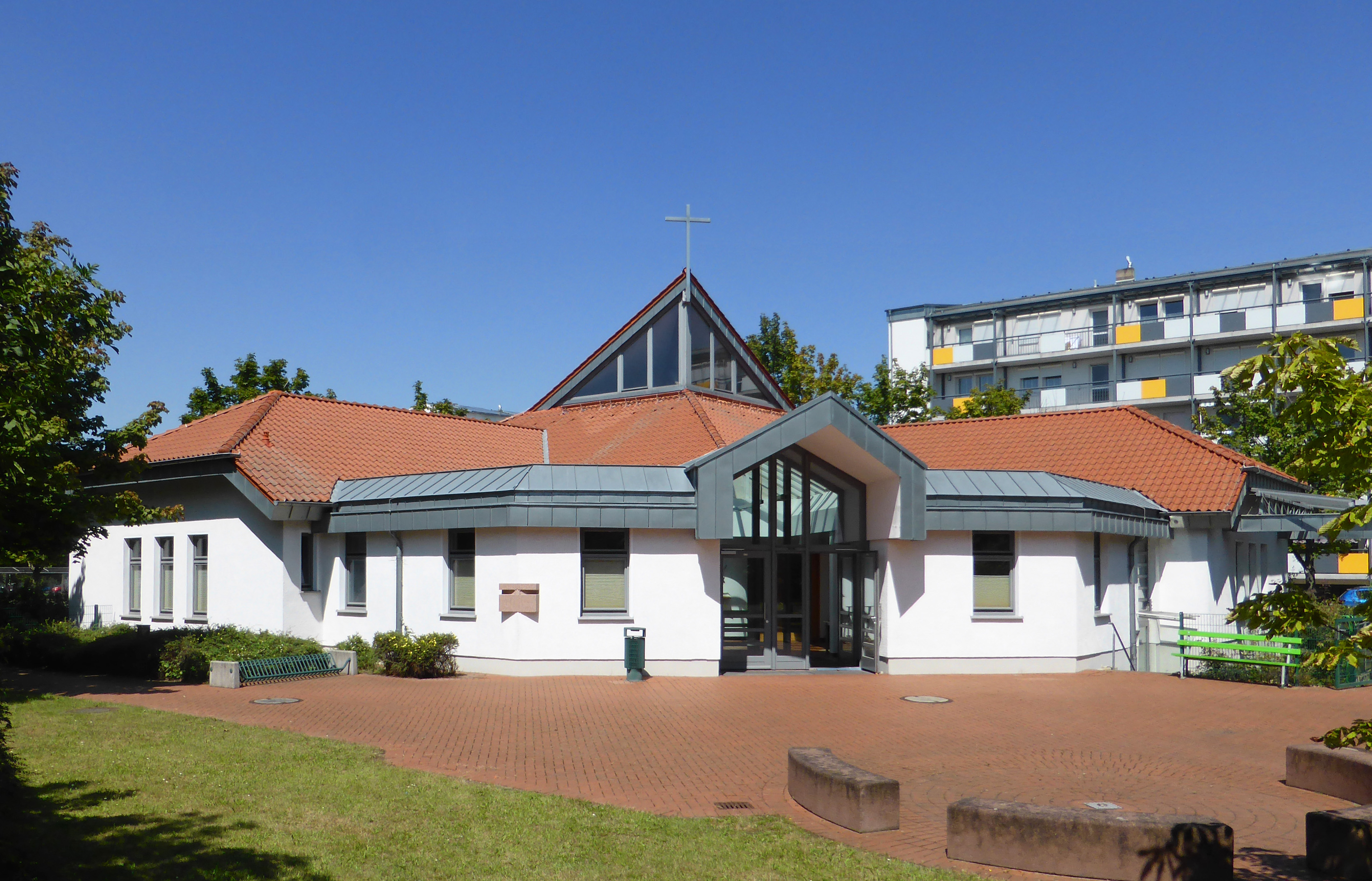
Edith-Stein-Kirche

Die römisch-katholische Edith Stein-Kirche und das zugehörige Gemeindezentrum wurden 1998/99 erbaut und sind Sitz der Pfarrei Edith Stein Wolfen-Zörbig im Bistum Magdeburg.
Das evangelisch-lutherische Christophorushaus gehört als Gemeinde- und Familienzentrum zur Friedensgemeinde Wolfen-Nord in der Evangelischen Landeskirche Anhalts. 1996 wurde der erste Bauabschnitt in Betrieb genommen, im Mai 2000 fand die Eröffnung der Kindertagesstätte statt, und am 1. Juni 2000 folgte die vollständige Eröffnung des Gemeinde- und Familienzentrums.

## Verkehr
Wolfen-Nord liegt an der Bundesstraße 184, die es mit Dessau im Norden und Leipzig im Süden verbindet. Im Osten des Wohngebiets liegt der Bahnhof Jeßnitz an der Bahnstrecke Leipzig–Dessau. Die geplante S-Bahn-Strecke wurde nie realisiert.